# Barbula jacutica
Barbula jacutica är en bladmossart som beskrevs av Ignatova 2001. Barbula jacutica ingår i släktet neonmossor, och familjen Pottiaceae. Inga underarter finns listade i Catalogue of Life.